# مايكل جون كين
مايكل جون كين هو جيولوجي كندي، ولد في 1935، وتوفي في 1991.